# Комано
Комано (на италиански: Comano) е община в Италия, в региона Тоскана, провинция Маса и Карара, в планинния район, наречен Луниджана. Населението е около 800 души (2007).